# Bellona (okręt)
„Bellona” – nazwa noszona na przestrzeni dziejów przez kilka okrętów różnych państw:
- „Bellona” – zamówiony przez Paragwaj pancernik obrony wybrzeża z lat 60. XIX wieku, który został sprzedany Brazylii, gdzie służył pod nazwą „Lima Barros”[1]
- „Bellona” – duński okręt podwodny typu Rota z okresu międzywojennego[2]
- „Bellona” (F344) – duńska korweta typu Bellona z lat 50. XX wieku[3]